# Rocchetta a Volturno
Rocchetta a Volturno – miejscowość i gmina we Włoszech, w regionie Molise, w prowincji Isernia.
Według danych na rok 2004 gminę zamieszkiwały 1072 osoby, 44,7 os./km².